# Katja
Katja é um gênero de mariposa pertencente à família Crambidae.